# Oli de rosa mosqueta
L'oli de rosa mosqueta és un oli vegetal amb diversos usos relacionats amb la salut, la cosmètica o l'estètica, entre d'altres. L'oli de rosa mosqueta prové d'un arbust silvestre de la família de les rosàcies, nativa d'Europa, tot i que també es troba en estat silvestre a Sud-amèrica.

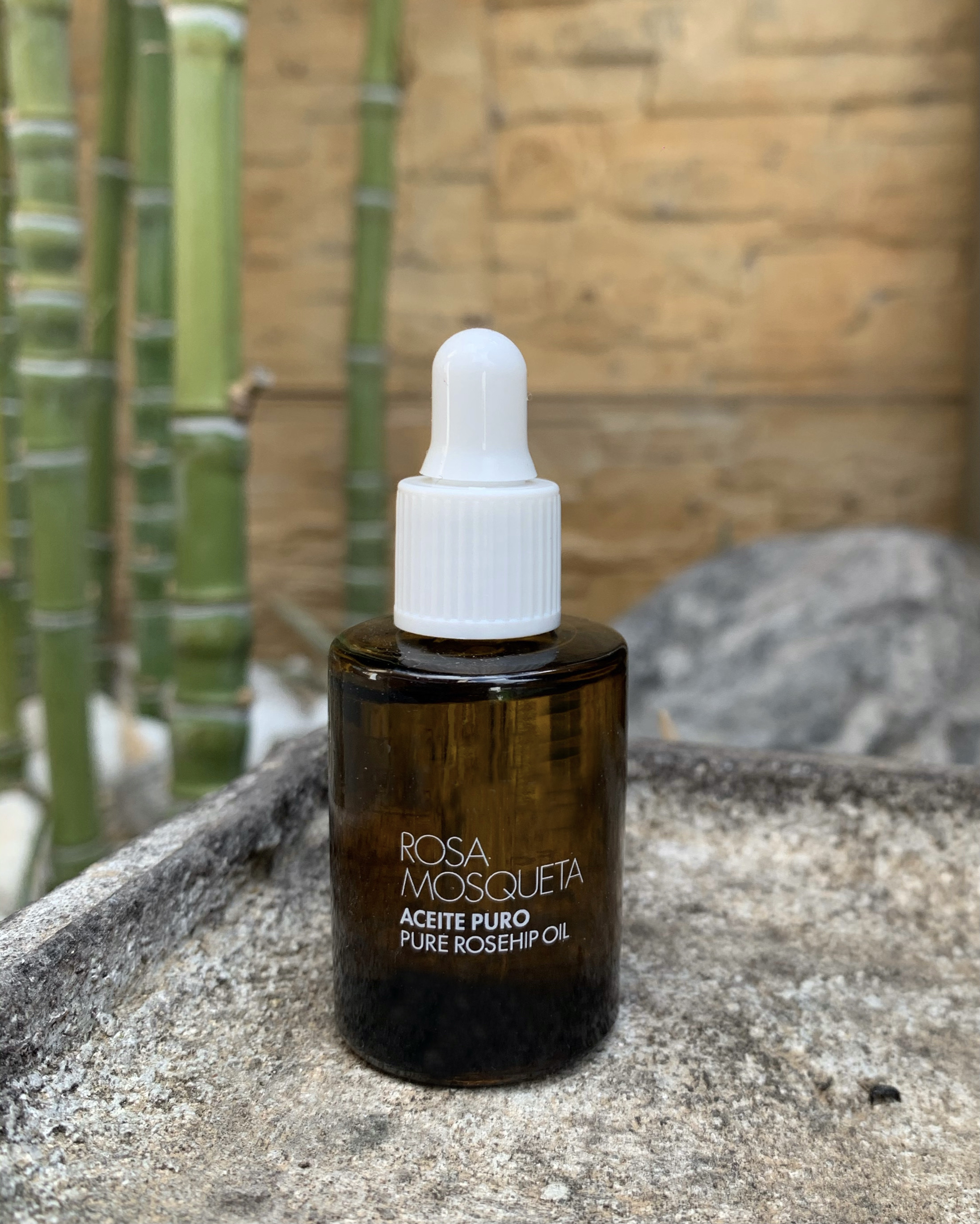
Oli de rosa mosqueta

## Origen
El primer estudi que es va realitzar sobre les propietats de la planta rosa mosqueta (Rosa eglanteria) va ser el que va fer la Facultat de Química i Farmacologia de la Universitat de Concepción de Xile. Actualment, aquest país és el principal productor i exportador de l'oli de rosa mosqueta. Alemanya, Suècia, Japó i Estats Units són alguns dels primers països exportadors.

## Composició química
L'oli de rosa mosqueta conté un alt percentatge d'àcids grassos essencials poliinsaturats, entre els quals es troben l'omega 3, l'omega 6 i l'àcid linoleic. També està compost per altres substàncies, com ara vitamina A, C i E.

## Usos tradicionals
El fruit de l'arbust rosa mosqueta (Rosa eglanteria) s'utilitza per a l'elaboració de conserves i melmelades, així com en la preparació d'infusions, ja que proporciona un sabor estrident i àcid.
A causa de la seva composició, l'oli de rosa mosqueta és excepcional per a la pell gràcies a les seves propietats cosmètiques i dermatològiques. Alguns dels beneficis directes sobre la pell són els següents:
- Regeneració cel·lular.
- Nutrició i hidratació.
- Atenuació d’arrugues.
- Reducció de les marques d’acne.
- Prevenció i atenuació d’estries.
- Estimulació de la circulació sanguínia.
- Tonificació de pells cansades.

### Activitat preventiva i foto-rejovenidora
L'oli de rosa mosqueta ajuda a fer desaparèixer arrugues superficials i taques produïdes per l'exposició a la radiació solar.

### Activitat epitelitzant
Els àcids insaturats que componen l'oli, l'àcid linoleic i linolènic, participen en la generació de la membrana cel·lular, en els mecanismes de defensa, el creixement i en altres processos biològics que comporten una regeneració cel·lular.
Gràcies a aquests components, l'oli de rosa mosqueta provoca una acceleració en la capacitat dels teixits per regenerar-se. És per això que s'aplica per a una millora estètica en les cicatrius de la pell.

### Activitat hidratant
L'oli de rosa mosqueta es caracteritza per la seva riquesa en àcids grassos essencials, i actua en la regulació de l'elasticitat cutània i en el restabliment de la hidratació. Aquests àcids són essencials per a la formació de ceramides, els lípids més importants que formen part de la barrera de l'epidermis.

### Activitat reafirmant
A més dels efectes de l’oli en les capes externes de la pell, també ajuda en la revitalització dels fibroblastos, cèl·lules dèrmiques productores del col·lagen, elastina i àcid hialurònic, encarregats de l'elasticitat i fermesa de la pell.